# Gui Terreni
Gui Terreni (ou Guy Terré, ou Guiu Terrena, ou Guido Terreni, ou Guido Terrena, ou Guy de Perpignan, ou Guidonis Terreni) est un frère carme, canoniste et un philosophe scolastique, né à Perpignan, capitale du royaume de Majorque, entre 1260 et 1270, et mort à Avignon le 21 août 1342.
Il était aussi appelé Doctor Breviloquus ou Doctor Mellifluus.

## Biographie
Les Carmes n'ont pas manifesté de zèle pour les études scolastiques préférant vivre dévotement comme les anciens pères du Mont-Carmel qui ne s'intéressaient pas à la logique ou la physique d'Aristote. Gérard de Bologne a été le premier des Carmes à avoir été reçu docteur en théologie de l'université de Paris, en 1295. Il est entré dans l'ordre du Carmel vers 1290. Guido Terreni a choisi d'être l'élève de Godefroid de Fontaines. Il a suivi ses orientations doctrinales de Godefroid de Fontaines qui lui a appris à révérer le docteur Angélique.
Il est reçu maître en théologie de l'université de Paris en 1313, devenant le troisième membre de l'ordre du Carmel à être reçu maître en théologie. Il est maître régent à Paris jusqu'en 1316. Il est un des théologiens consultés sur les erreurs des Franciscains de Provence. Il a été le professeur de John Baconthorp et de Sigebert de Bekke. Il a été ensuite régent du studium generale des carmes à Avignon, en 1317-1318 et lecteur du Sacré-Palais. En 1318, il a été délégué par le pape Jean XXII, avec le dominicain Pierre de La Palud, pour l'examen d'un commentaire de Pierre de Jean Olivi sur l'Apocalypse.
Le Chapitre général de Montpellier le nomme provincial de Provence (avant sa division entre provinces de Provence, de Narbonne et de Catalogne) et prieur général des Carmes en juin 1318. Il visite alors les couvents d'Allemagne. Il a été nommé évêque de Majorque Le 15 avril 1321 et évêque d'Elne le 27 juillet 1332. Il a présidé plusieurs synodes diocésains. Les rois Sanche, puis Jacques II d'Aragon, lui ont confié plusieurs missions. Il a été désigné inquisiteur de Majorque par le pape. Cette commission est renouvelée par le pape en 1332.

## Idées
Gui Terreni a été un des premiers philosophes à défendre dans plusieurs Quaestiones l'infaillibilité pontificale,.
En 1320, le pape Jean XXII a confié à une commission de dix experts, comprenant deux dominicains (Augustin Kažotić, Jacques de Concos), deux franciscains (Enrico del Carretto, Arnaud Royad), trois augustins (Alexandre Fassitelli, Jean de Rome, Grégoire de Lucques), un carme (Gui Terreni) et un cistercien (Jacques Fournier) ainsi que Johann Wulfing von Schlackenwerth, prince-évêque de Brixen puis évêque de Bamberg, pour la plupart aussi théologiens, afin d'étudier l'invocation des démons et la magie comme forme d'hérésie. La majorité des experts consultés ont accepté l'extension de la notion d'hérésie à l'invocation des démons, mais pour certains avec des limitations. Gui Terreni fait partie du petit groupe qui soutenait pleinement l'assimilation de l'invocation des démons à de l'hérésie. C'est en 1326 ou 1327 que le pape Jean XXII dans la bulle Super illius specula menace d'excommunication tous ceux qui se livrent à des pratiques magiques comme la fabrication d'images, d'anneaux ou de miroirs qui ont pour but l'invocation de démons, Vers 1340, Gui Terreni a rédigé un traité contre les hérésies.

## Manuscrits
- Commentarium in quatuor libros Sententiarum, en 1307-1308
- Commentarium in libros Physicorum
- In libros de Anima
- In libros Metaphysicorum, avant 1313
- Quaestiones super libros Ethicorum
- Quaestiones XII de Verbo divino, 1313-1314
- Quodlibets I à VI
- De perfectione vitae, en 1323
- Defensorium  tractatus De perfectione vitae (après 1328-1334)
- Confutatio errorum quorumdam magistrorum, après 1324
- De Concordia Evangeliorum (ou Quatuor unum) , en 1328-1334
- Commentarium super Decretum Gratiani, en 1336-1339
- Summa de haeresibus et earum confutationibus, en 1340-1342